# ترافيس تومكو
ترافيس تومكو (بالإنجليزية: Travis Tomko)‏ مواليد 23 مارس 1976 في جاكسونفيل، فلوريدا هو مصارع محترف أمريكي سابق كان يلعب في اتحاد WWE و TNA .

## حياته
كان أول ظهور لتومكو في أبريل 2004 حيث كانت مباراة بين كريس جيركو وكريستيان وتدخل تومكو لمساعدة كريستان الذي فاز بالمباراة وبعدها تومكو أصبح حارس شخصي لكريستيان وصديقته المصارعة trish وبداء عدواة مع جيركو وفي يونيو 2004 bad blood فاز كريس جيركو على تومكو في أول مباراة يلعبها تومكو والحلقة التالية في راو فاز تومكو عليه وديسمبر 2004 لعب ضد شيلتون بنجامين على حزام بطل العالم للوزن الثقيل ولكن خسره لبنجامين وفي بداية 2005 غاب تومكو بعد تعرضه لاصابة امام كاين وعاد في مارس 2005 ليلعب ضده وفي منتصف عام 2005 كون فريق مع snitsky في عرض heat وحقق انتصارات عديدة منها على فرق huricane & rosy و val venis & viscera و rob cnowy rene dupree مكنتهم من مواجه ابطال الفرق كاين وبيغ شو ولكن خسرو الحزام وفي أبريل 2006 انتهى عقد تومكو في الشركة

## اتحاد TNA
وفي عام 2006 انتقل إلى TNA كون فريق مع صديقه كريستيان وفازا بحزام TNA TAG TEAM 5 مرات وحقق حزام الولايات المتحدة في الاتحاد مرتين وفي عام 2009 قام تومكو بافساخ عقده.

## روابط خارجية
- ترافيس تومكو على موقع IMDb (الإنجليزية)
- ترافيس تومكو على موقع WrestlingData.com (الإنجليزية)
- ترافيس تومكو على موقع CageMatch worker (الإنجليزية)
- ترافيس تومكو على موقع قاعدة بيانات المصارعة على الإنترنت (الإنجليزية)
- ترافيس تومكو على موقع عالم المصارعة على الإنترنت (الإنجليزية)
- ترافيس تومكو على موقع عالم المصارعة على الإنترنت (الإنجليزية)